# 보은 법주사 팔상전
보은 법주사 팔상전(報恩 法住寺 捌相殿)은 충청북도 보은군 속리산의 법주사 경내에 있는 목조 5층탑이다. 1962년 12월 20일 대한민국의 국보 제55호로 지정되었다.
대한민국에 현존하는 유일한 고식(古式) 목조탑으로 중요하다. 내부가 하나로 통해 있는 등 삼국시대의 양식에서 많이 변화된 모습을 보인다. 임진왜란 때 완전히 불타버렸으나 1624년(인조 2년)에 사명대사가 재건한 것으로 전하며, 탑파 관념이 없던 시대의 사상을 잘 반영하는 탑파 건물이다.

## 개요
법주사는 신라 진흥왕 14년(553)에 인도에서 공부를 하고 돌아온 승려 의신이 처음 지은 절이다. 법주사 팔상전은 우리나라에 남아 있는 유일한 5층 목조탑으로 지금의 건물은 임진왜란 이후에 다시 짓고 1968년에 해체·수리한 것이다. 벽 면에 부처의 일생을 8장면으로 구분하여 그린 팔상도(八相圖)가 그려져 있어 팔상전이라 이름 붙였다.
1층과 2층은 앞·옆면 5칸, 3·4층은 앞·옆면 3칸, 5층은 앞·옆면 2칸씩으로 되어 있고, 4면에는 돌계단이 있는데 낮은 기단 위에 서 있어 크기에 비해 안정감을 준다. 지붕은 꼭대기 꼭지점을 중심으로 4개의 지붕면을 가진 사모지붕으로 만들었으며, 지붕 위쪽으로 탑 형식의 머리장식이 달려 있다.
건물의 양식 구조가 층에 따라 약간 다른데, 1층부터 4층까지는 지붕 처마를 받치기 위해 장식하여 짠 공포구조가 기둥 위에만 있는 주심포 양식이고, 5층은 기둥과 기둥 사이에도 공포를 설치한 다포 양식으로 꾸몄다. 건물 안쪽은 사리를 모시고 있는 공간과 불상과 팔상도를 모시고 있는 공간, 그리고 예배를 위한 공간으로 이루어져 있다.
법주사 팔상전은 지금까지 남아 있는 우리 나라의 탑 중에서 가장 높은 건축물이며 하나뿐인 목조탑이라는 점에서 중요한 의미를 갖는다.

## 같이 보기
- 법주사
- 법주사 쌍사자석등
- 법주사 석연지
- 중원 고구려비

## 참고 자료
- 보은 법주사 팔상전 - 국가유산청 국가유산포털